# Corrupción en el Perú

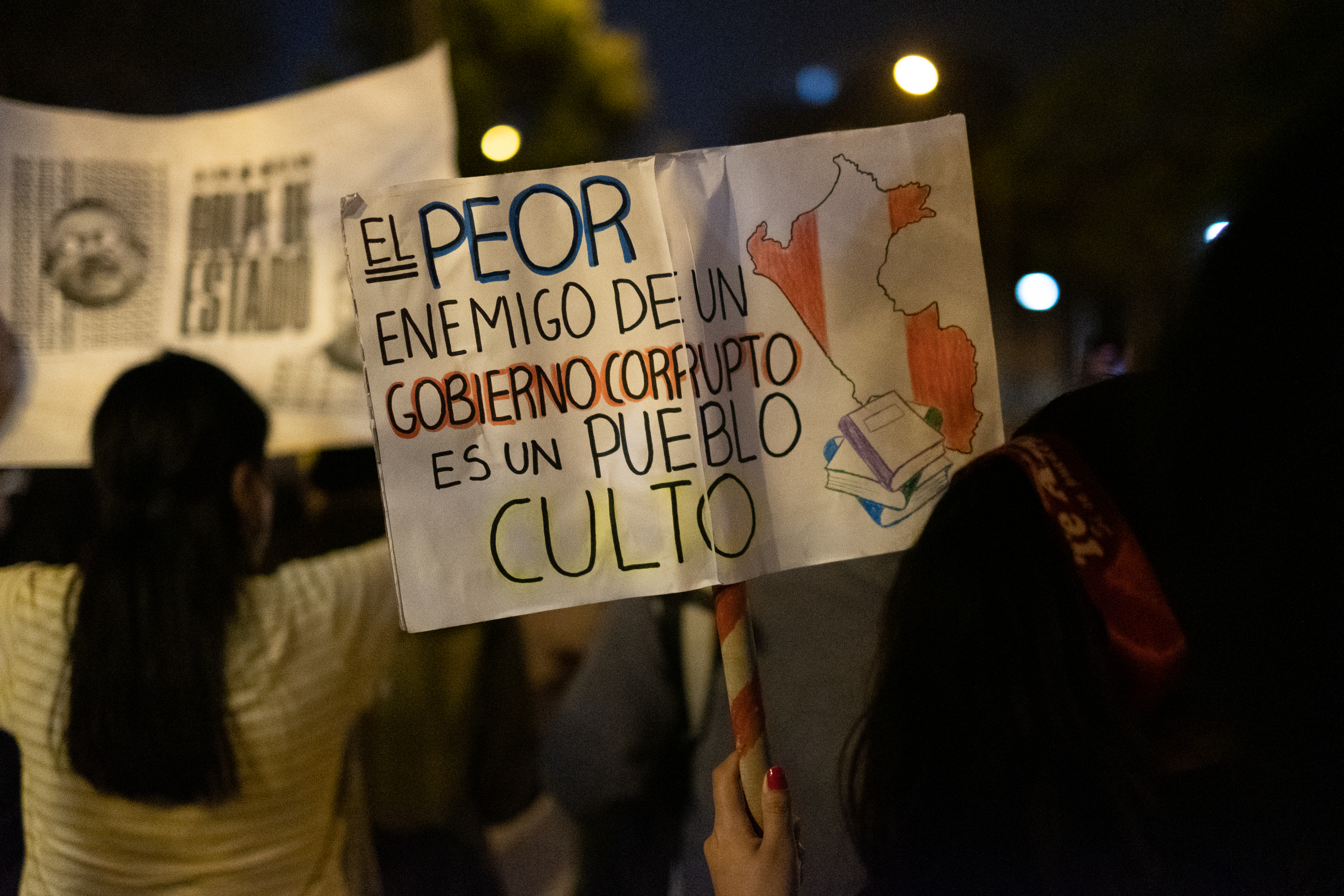
Una pancarta con el texto «el peor enemigo de un gobierno corrupto es un pueblo culto», en referencia a la falta de medidas del gobierno previo al Bicentenario, mostrada en las protestas de 2020.

La corrupción es uno de los principales problemas que enfrenta el Perú, por lo menos desde la última mitad del siglo XX hasta la actualidad, y es considerada como uno de los temas a tratar en el gobierno central (según Ipsos-El Comercio en 2020). Estos actos nacen desde el periodo tardío del virreinato, se consolidan por la llamada «cultura de la viveza» y corresponden a manifestaciones de anomia.
El país, en el sentido económico, formuló su presupuesto desde mediados de siglo XIX; pero llevó diferentes cambios para establecer su Estado de derecho, hasta que en la Constitución de 1979 se establecieron garantías para su correcto funcionamiento entre autoridades. Debido a su economía de libre mercado individualista, actualizada en la Constitución de 1993 como neoliberal, la corrupción es percibida y tolerada desde grupos de poder hasta la ciudadanía. En el ámbito del funcionario público y las autoridades, esta se populariza en dos frases: «roba, pero hace obras» (en relación con las autoridades que recurren a los sobreingresos económicos como estímulo en obras), y «otorongo no come otorongo» (en la impunidad en cometer actos contra las leyes). Esta práctica también ocurre en trabajadores temporales con servidores públicos.
Aunque una de las primeras redes de su tipo en instalarse ocurrieron en el gobierno virreinal de Manuel de Amat y Junyent, los escándalos continuaron en varios puntos de la historia nacional con pérdidas entre 1 a 6 puntos porcentuales del producto interno bruto. En algunos de ellos, Jorge Basadre, Manuel González Prada y otros más fueron críticos de la gestión de sus presidentes republicanos. Años después, ocurrió uno de los casos más notables en el siglo XX y parte del XXI con la red sistemática en el gobierno de Alberto Fujimori, mediatizada en el autogolpe de 1992, un año antes de la formación de aquella Carta Magna, con pérdidas casi multimillonarias por parte de la red criminal dentro del fujimorato. Luego del periodo fujimorista, por lo menos en dos décadas, el mandato presidencial estuvo propenso a escándalos, para 2023 seis de nueve personas que gobernaron el país fueron investigadas. No obstante, con la regionalización, gobiernos subnacionales contribuyeron significativamente hasta la mitad de las pérdidas económicas, según la agencia EFE (2011) y El Comercio (2021).
A pesar de contar una ley de acceso a la información, establecida en 2002, la permanencia de actos de poca o nula transparencia y la cultura del robo dificultan la lucha, lo que trae diversas consecuencias: Afecta en la calidad del ambiente de negocios con la extensión de la informalidad, debilita la calidad del ámbito político del país, y reduce la calidad de atención en los servicios del Estado (al establecer los incentivos particulares sobre los competitivos). De haber acelerado oportunamente las políticas contra actos cuestionables desde la renuncia de Fujimori, se reduciría notablemente la pobreza (1800 dólares adicionales en el salario individual pudieron ganarse para 2022), lo que permitiría a la nación entrar a la lista de desarrollados. Según el Instituto Nacional de Salud Mental Honorio Delgado-Hideyo Noguchi (a partir de un estudio de 2012), los actos de corrupción están relacionados con la salud mental de la población.
Para el año 2000, se realizaron reformas políticas para garantizar la fiscalización interna del país que duraron hasta 2002, cuando se notó una percepción negativa en sectores pobres del país. En 2021 se estimó pérdidas de más de 22 mil millones de soles. Además, la Procuraduría Pública Especializada en Delitos de Corrupción indicó que en 2015 el 92 % de los alcaldes en el Perú son investigados por corrupción.
Si bien la Contraloría General de la República es uno de los entes fiscalizadores en el control de la rendición de cuentas, lo que permite inspeccionar con mayor imparcialidad gracias a su autonomía, cualquier persona puede reportar casos indebidos con dinero o bien público. Esa denuncia se presenta con las pruebas pertinentes en la Contraloría, la Policía, el Ministerio Público o en línea desde la plataforma de denuncias. Para unificar esfuerzos, la propia Contraloría propuso en 2015 una serie de reformas para combatir la corrupción de la forma efectiva posible: la competencia de la Sala Penal Nacional para investigar delitos graves contra la administración pública y eliminar el impedimento de que sean cometidos por una organización criminal, el traslado de todo el personal de las oficinas de Control Interno (OCI) a la planilla laboral de la Contraloría, así como establecer alertas en el Sistema Integrado de Administración Financiera (SIAF). La finalidad de esta serie de reformas es en mejorar la detección de movimientos sospechosos en las cuentas de las entidades públicas.

## Circunstancias precedentes ocurridas durante el virreinato del Perú

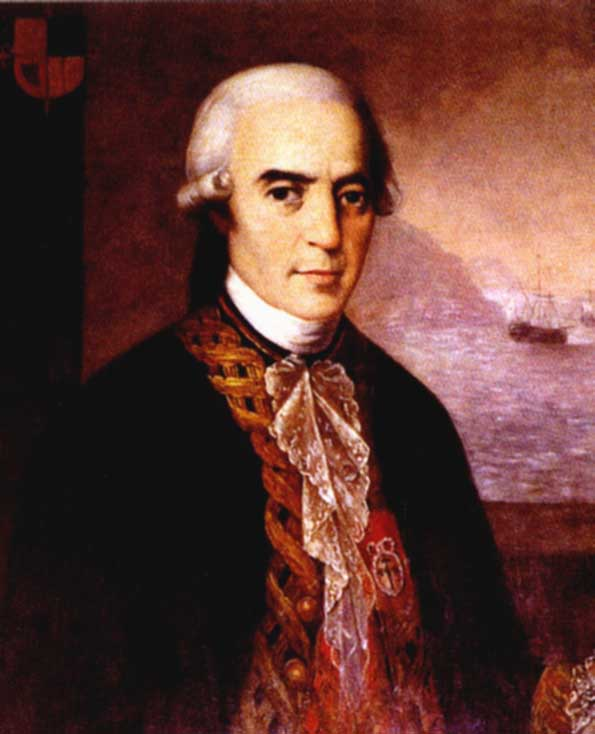
Antonio de Ulloa, uno de los expositores de la corrupción virreinal.

En el siglo XVII se buscó mejorar la recaudación de impuestos a partir de censos con la población indígena en el virreinato del Perú a cargo de las autoridades borbónicas. Según los historiadores, estas fueron interesadas ante una eventual «segunda conquista» en el gobierno. Además, se tuvo facultades de asignar cargos políticos para el siglo XVIII, instaurado en el gobierno de Carlos II, con alrededor de 318 personas abonadas económicamente entre 1708 y 1719.
La instalación de la corrupción se basó en el ámbito burocrático del virreinato, en que se ganaba altos cargos por vínculos familiares (nepotismo) o dinero. El caso de la minería en Huancavelica, conocida por su mina Santa Bárbara, es el mayor evidenciado en la historia prerepublicana que ocurrió a mediados del siglo XVII por carencias en su fiscalización. Fue a mediados del siglo XVIII, cuando el asumido gobernador de Huancavelica, Antonio de Ulloa, evidenció la corruptela dentro de la gestión local del Perú, que coincidieron con la instalada red de corrupción en el virreinato de Manuel de Amat.
Junto a Jorge Juan, también viajero, Ulloa escribió el reporte Discurso y reflexiones políticas sobre el estado presente [...] de los reinos del Perú basada en la información del virrey que se compartió para el reinado Fernando VI y permaneció inédito por casi siete décadas. En este reporte se documentó el abuso a los indios entre 18 y 55 años por parte de los corregidores y las amenazas para pagar sus impuestos, lo que posteriormente se realizaron malversación de fondos y los sobornos a los jueces. Ambos escritores concluyeron la presencia mayor de autoridades y planearon abolir el trabajo forzado (la mita) y cambiar el sistema de elección de la Administración Pública. Ulloa y Juan aportaron otros detalles sobre las carencias económicas cuando redactaron el informativo Noticias secretas.
Además, el súbdito Mariano Machado de Chaves señaló en la publicación del libro Estado político y de justicia de el Reino del Perú que para 1750 la institución colonial entró en declive. Según el autor, justificó que los oficiales y jueces «no solo imitan el ejemplo de los mayores, sino que precisamente como súbditos obedecen todas las libertades del arbitrio, creyendo que los que mandan tendrán unos libros de leyes para los gobernados y otros de derechos civiles para lo judicial».
Posteriormente, la Corona se enteró de la mala administración del gobierno, por los conflictos de la responsabilidad tributaria entre corregidores y caciques en la contribución de los indígenas. Finalmente, esta organización fue reemplazada por los subdelegados que duraron poco, ya que el sistema de reparto laboral se abolió en 1780.
Se estima que las pérdidas entre los seis virreyes, que gobernaron desde 1584 hasta 1821, fueron de 16.3 millones de pesos.

## Desarrollo de la corrupción desde 1821 hasta 1999

### SigloXIX
Cuando Perú alcanzó su independencia, las esferas públicas se apropiaron desorganizadamente de los bienes obtenidos en la guerra. En esta etapa histórica, no se consiguió normalizar las instituciones políticas y enfrentar incompatibilidades con códigos civiles. Uno de los actos de corrupción fue la confiscación de Simón Bolívar para financiar su campaña militar, en que ocurrieron actos de despotismo de su personal al obtener ingresos de sus saqueos. El cónsul estadounidense en Lima, William Tudor, denunció tales prácticas abusivas. Por lo que, la institucionalización de una hacienda para gestionar los recursos se debilitó a causa de una falta de ingresos para financiar económicamente los servicios de estrategias.
El autor Alfonso W. Quiroz señaló a la República Aristocrática como punto importante en los intereses económicos del país, en que incluyeron las políticas de préstamo con el mercado extranjero, como la banca londinense (1822 y 1825). Según Carlos Contreras, la débil gestión económica y política fueron los factores de aprovechamiento de grupos de poder, cuyo resultado se asemeja al «efecto piñata».
Para los años 1850 el mayor escándalo fue la «consolidación» de la deuda interna para generar confianza crediticia del país. Este se planificó con una ley, firmada el 16 de marzo de 1850, para sustentar préstamos durante el primer gobierno de Ramón Castilla. Aunque Castilla trajo estabilidad económica, su sucesor José Rufino Echenique lo socavó, cuando se instaló otra red de mayor presencia en el siglo XIX, que estuvo involucrado Juan Crisóstomo Torrico. Posteriormente, fueron descubiertos por tener un origen fraudulento, con un valor sextuplicado a lo inicial, al recurrir falsificaciones y sobornos al Gobierno. Se le conoció como la «década defraudatoria».
Años después, en el cargo presidencial de José Balta, se realizó el infame contrato Dreyfus, en que las empresas extranjeras tenían el monopolio del guano cuando se compró 2 millones de toneladas de guano por 73 millones de soles y pagar la deuda del país. Tras concretar el convenio, en el gobierno de Manuel Pardo se establecieron medidas para recaudar ingresos al conseguir ganancias de salitre. Para ese entonces surgió la Ley de Funcionarios Públicos.
Destacan otros escándalos de su tipo como las adaptaciones criollas de las normas coloniales (pillaje caudillista, años 1830), la plutocracia en la época de mayor producción de guano (años 1860) y la contratación de empréstitos externos con obras sobrevaluadas (años 1870). Para los años 1880 llegó a una etapa de rebelión civil, propenso a corromper las instituciones, tras una evidente ocupación de Lima y el mando emergente de Nicolás de Piérola.

### SigloXX

#### Leguía y el Tribunal de Sanción Nacional
Después del oncenio de Leguía, que se realizaron contrataciones en la construcción de obras, se presenciaron irregularidades en el proceso de licitación. Uno de sus escándalos ocurrió en 1923, con la renuncia de Lauro Curletti del Ministerio de Fomento por malversación de fondos, caso que también se asemejó con la salida de Alejandrino Maguiña en ese año. Esto motivó la oficialización del Tribunal de Sanción Nacional. Este tribunal, creado el 31 de agosto de 1930 en la Junta Militar, se encargó de tomar acciones contra el enriquecimiento ilícito, peculados y otros delitos cometidos a costa del erario público. Este aplicó una serie de estatutos y constó de dos salas: una para concusión y peculado y otra para enriquecimiento ilícito.
En su primer año de funcionamiento, se reportaron 664 denunciadas individualizadas por el TSN, de las cuales 75 fueron admitidas.
Este permitió llevar un juicio en la segunda sala contra Augusto B. Leguía y sus familiares. Uno de los detalles relevantes, según el director del Ministerio del Gobierno José B. Ugarte, fue el desvío de 105 millones de soles de la policía secreta a grupos simpatizantes a Leguía.

#### Posteriores años
Luego de dejar inoperativo el tribunal, Óscar Raimundo Benavides continuó con la estabilidad económica del país, que, sin embargo, se evidenció rasgos de nepotismo. El Partido Aprista Peruano acusó de Benavides de prácticas administrativas por trescientos millones de soles. Con la llegada de Bustamante y Rivero, la también oposición aprista acusó de mecanismos turbios en su financiamiento partidario.
Sin embargo, en el ochenio de Odría, Héctor Cornejo Chávez y Raúl Porras Barrenechea realizaron las denuncias del presidente Manuel Odría y su hombre de confianza Alejandro Esparza Zañartu por evidencias en el enriquecimiento ilícito a costa de censura a la prensa. Caso similar ocurrió con los dos gobiernos de Manuel Prado con desvíos de fondos.
En 1963 se incorporó el principio del control de constitucionalidad de las leyes que fue aplicado hasta 1968, cuando ocurrió un golpe de Estado. Aquel golpe interfirió con las investigaciones por contrabando contra militares solicitadas por el diputado aprista Héctor Vargas Haya. Además, que fueron radicales en el tratamiento de otros escándalos como la falta de transparencia en el contrato de concesión de la International Petroleum Company, en que expropiaron sus recursos, lo que se conoció como el caso Página 11. La expropiación de las empresas privadas no garantizó su eficiencia administrativa y el mal manejo de los fondos por sus empleados, que debilitó una oposición de la prensa.
Otra consecuencia fue la influencia del narcotráfico. Este comercio clandestino debilitó al Poder Judicial, en que uno de los acusados, Guillermo Cárdenas Dávila «Mosca Loca», prometió pagar la deuda externa si fuese liberado; aunque «Mosca Loca» estuvo a ser liberado a pesar de las pruebas en su contra, no se concretó. Este negocio se apoyó del soborno a militares supervisores para facilitar el comercio de la hoja de coca.
Con la llegada del segundo gobierno de Fernando Belaúnde, en la década de 1980, parlamentarios de la oposición como Vargas Haya supervisaron nuevas irregularidades; uno de los supervisados fue el intento de recuperar el Banco del Perú (Bancoper) a partir del dinero del Banco Central de Reserva, lo que conllevó una «acusación constitucional» en 1985.
Más adelante, el primer gobierno de Alan García estuvo investigado por enriquecimiento ilícito desde su primer expediente en 1992. El más significado y que terminó en un escándalo financiero correspondió a los fondos del Tren Eléctrico. En ese escándalo se demostraron presuntos sobornos cuando fue ofrecido a la empresa Tralima debido a un acuerdo con el gobierno italiano, incluida una declaración de un ciudadano sobre el comportamiento expresidente ejecutivo de la Autoridad Autónoma del Tren Eléctrico. La denuncia del Tren Eléctrico se prescribió por contumacia en 2001, por recomendación de la Comisión Interamericana de Derechos Humanos. El resultado, según La Tercera, fue que su mala imagen fuese limpiada por el futuro ministro Jorge del Castillo.

#### Gobierno de Alberto Fujimori
El mandato de Alberto Fujimori como presidente de Perú entre 1990 y 2000 estuvo plagado de acusaciones de corrupción, prevaricación y abuso de poder. Este periodo se caracterizó por la consolidación del poder por parte de Fujimori, especialmente tras un autogolpe que marcó un giro político hacia el neoliberalismo. Su gobierno fue acusado a menudo de operar como una cleptocracia, aprovechando las estrategias económicas para fortalecer los nexos de poder en los ámbitos empresarial (blanco), político (amarillo) y militar (verde).
Las políticas del gobierno de Fujimori habrían facilitado que las grandes empresas consolidaran el poder económico y político en el país, preparando el terreno para la malversación y el desvío desenfrenados de fondos públicos. La Iniciativa Nacional Anticorrupción (INA) destacó en un informe de 2001 que casi entre el 30 y el 35 % del gasto presupuestario anual medio, y el 4 % del PIB anual de la nación, se desviaron a instituciones políticas y militares durante la presidencia de Fujimori. En un momento dado, el desembolso anual alcanzó la asombrosa cifra de 10.000 millones de dólares, sumando el gasto público y las empresas estatales.
Uno de los principales artífices de la corrupción generalizada durante este periodo fue Vladimiro Montesinos, el jefe del Servicio de Inteligencia Nacional (SIN). Montesinos desempeñó un papel vital en la presentación de una imagen de honestidad y aprobación del gobierno. Su estratagema consistía en sobornar sistemáticamente a políticos, jueces y medios de comunicación. Además, se confabuló con autoridades gubernamentales y empresas afiliadas al Ministerio de Economía para malversar fondos del Estado destinados a licitaciones de obras públicas. Empresas como AeroPerú, JJC Contratistas Generales, y Banco de Crédito, estaban entre las implicadas en estos casos.
En cambio, para casos de corrupción que no involucren a la red fujimontesinista, se establecieron tribunales sin rostro en lugar de formar comisiones para investigarlos. Esta medida fue criticada por abogados y jueces opositores.
La corrupción pasó prácticamente desapercibida hasta 1999, cuando la oposición formuló acusaciones que condujeron a la dimisión de varios ministros, entre ellos Jorge Mufarech. Sin embargo, el alcance total de la red de corrupción salió a la luz en 2000, tras la dimisión de Fujimori, cuando las autoridades suizas informaron al gobierno peruano de la existencia de fondos ilícitos superiores a 40 millones de dólares vinculados a Montesinos. Posteriormente, tuvo que hacer frente a acusaciones de enriquecimiento ilícito en perjuicio del Estado peruano.
Transparencia Internacional, una ONG centrada en desencadenar un movimiento mundial contra la corrupción, clasificó a Fujimori en 2004 como el 7.º exdirigente más corrupto de la historia. Su capítulo local en Perú, el Consejo Nacional de Ética Pública (Proética), junto con nuevas organizaciones como la Asociación Civil Transparencia, empezaron a aplicar medidas contra la corrupción en Perú. Fujimori, sin embargo, se enfrentó a una condena de seis años de prisión en 2009 por el mal manejo de 15 millones de dólares de origen sospechoso que formaban parte del Plan Soberanía destinado a aislar a Montesinos de enfrentarse a la justicia.

## Avances en lucha contra la corrupción en elsigloXXI

### Iniciativas políticas y sociales

#### Reorganización y reformas políticas
Al iniciar el 2000, en el gobierno transitorio de Valentín Paniagua, se realizaron una serie de reformas políticas en profundidad, motivadas por una recuperación moral en el país. Entre ellas, la activación oficial de la Procuraduría, que posteriormente se convirtió en la Procuraduría Pública Especializada en Delitos de Corrupción, y la habilitación de jueces ad hoc en ese tipo de casos, que es reconocido en el artículo 159 de la constitución. Estos son operados en seis cortes independientes. La primera procuraduría como tal, para el caso Fujimori-Montesinos, fue creada en 2000 con 1247 procesados durante aquel gobierno.
Además, cuatro leyes fueron importantes para combatir la corrupción, aparte del decreto supremo para la futura ley de transparencia en 2002. La primera de ellas fue la ley acerca de los Beneficios por colaboración eficaz en el ámbito de la criminalidad organizada (27378), en que busca reducir su sentencia para aquellos cómplices de redes corrompidas que deseen colaborar con la justicia, cuya estrategia se aplicó a otros tipos de delitos. Además, acompañan las normas sobre Medidas coercitivas excepcionales (27379), Sistema de fiscales anticorrupción (27380), e Investigación preliminar y medidas coercitivas excepcionales para altos funcionarios del Estado (27399).
Por parte del sector estatal, la Iniciativa Nacional Anticorrupción fue la primera propuesta para tomar medidas anticorrupción. Producto de ella, en 2001 nace la Comisión Nacional Anticorrupción, que cumplió las funciones de evaluar, informar y denunciar actos de corrupción en simultáneo, mientras que en 2004 el Presidente del Consejo de Ministros, Carlos Ferrero, promulgó un Plan de Acción contra la Corrupción, correspondido por un grupo de especialistas como Yehude Simon. La congresista Anel Townsend emplazó también en 2004 al gobierno a aplicar las 29 normas de transparencia de forma urgente, que destacó la formación de un Código Procesal Penal.
Durante ese tiempo, el país tuvo varios acuerdos internacionales. Por ley 26757, Perú se suscribió a la Convención Interamericana contra la Corrupción. En 2003 se firmó el acuerdo de Convención de las Naciones Unidas contra la Corrupción, declarado como ley. También, por parte del Ministerio de Energía y Minas, Perú se adhirió a la Iniciativa de Transparencia en la Industria Extractiva en 2005.
Posteriormente, en 2007, la Defensoría del Pueblo participó en la formación de la efímera Oficina Nacional Anticorrupción, en que se atendieron consultas de la ciudadanía; así como la fundación de la Unidad Anticorrupción, en que la participación de Beatriz Merino complementó en la evaluación de denuncias recurrentes. En 2008, a causa del escándalo de los Petroaudios, se crea el Plan Nacional de Lucha contra la Corrupción, para dar cabida a la futura Comisión de Alto Nivel Anticorrupción. Este punto participó Simon, ya como primer ministro y responsable de la emisión de informes, en que permitió al gobierno incorporar como miembro 41 a la Convención Anticorrupción de la OCDE. César San Martín, juez de la Corte Suprema, también propuso que aquel poder judicial tuviera el control excepcional de fiscalizar actos de corrupción.
En 2014 se establecieron sanciones legales para personas jurídicas, es decir, empresas. Además, en 2016, el Comité de Expertos del Mecanismo de Seguimiento de la Implementación de la Convención Interamericana contra la Corrupción (Mesicic) de la Organización de Estados Americanos reconoció los cambios en el código penal para cumplir los criterios contra la impunidad exigidas por el ente.
Para 2016 Confiep formalizó en el sector empresarial el Consejo Privado Anticorrupción, conformada entre tantos a la Asociación de Exportadores y la Asociación de Gremios Productores Agrarios del Perú. Si bien el Gobierno propuso en 2016 una normativa apenas exigida por OCDE, este ente fue principal en la promulgación de la ley que sanciona la corrupción en el ámbito privado en 2018.
En 2019 se declaró oficialmente como Año de la lucha contra la corrupción e impunidad, cuyo documento justifica que el «Acuerdo Nacional establece en su Política 26 la promoción de la ética y la transparencia y erradicación de la corrupción [...], la cual tiene por objeto, entre otros, desterrar la impunidad, el abuso de poder, la corrupción y el atropello de los derechos». En ese año coincide con la formalización de la Procuraduría General del Estado que gestiona los esfuerzos de los procuradores en todo el país, incluida la Procuraduría Anticorrupción.
En 2021 se publicó la Ley 31288 para separar cualquier contacto laboral con el Estado a personas que fueron sancionadas por la Contraloría, esta norma fue relevante para enfrentar casos emblemáticos de actos cuestionables en el gobierno de Pedro Castillo. Esto coincide con el proyecto de le ley 863/2021-PE para obligar la cláusula anticorrupción en los contratos con el Estado. En 2022 el país ratificó el Acuerdo de Cooperación con la Secretaría General de la Organización de los Estados Americanos, que permite al organismo producir proyectos de ley para debatir en el Congreso.

#### Campañas de sensibilización y participación

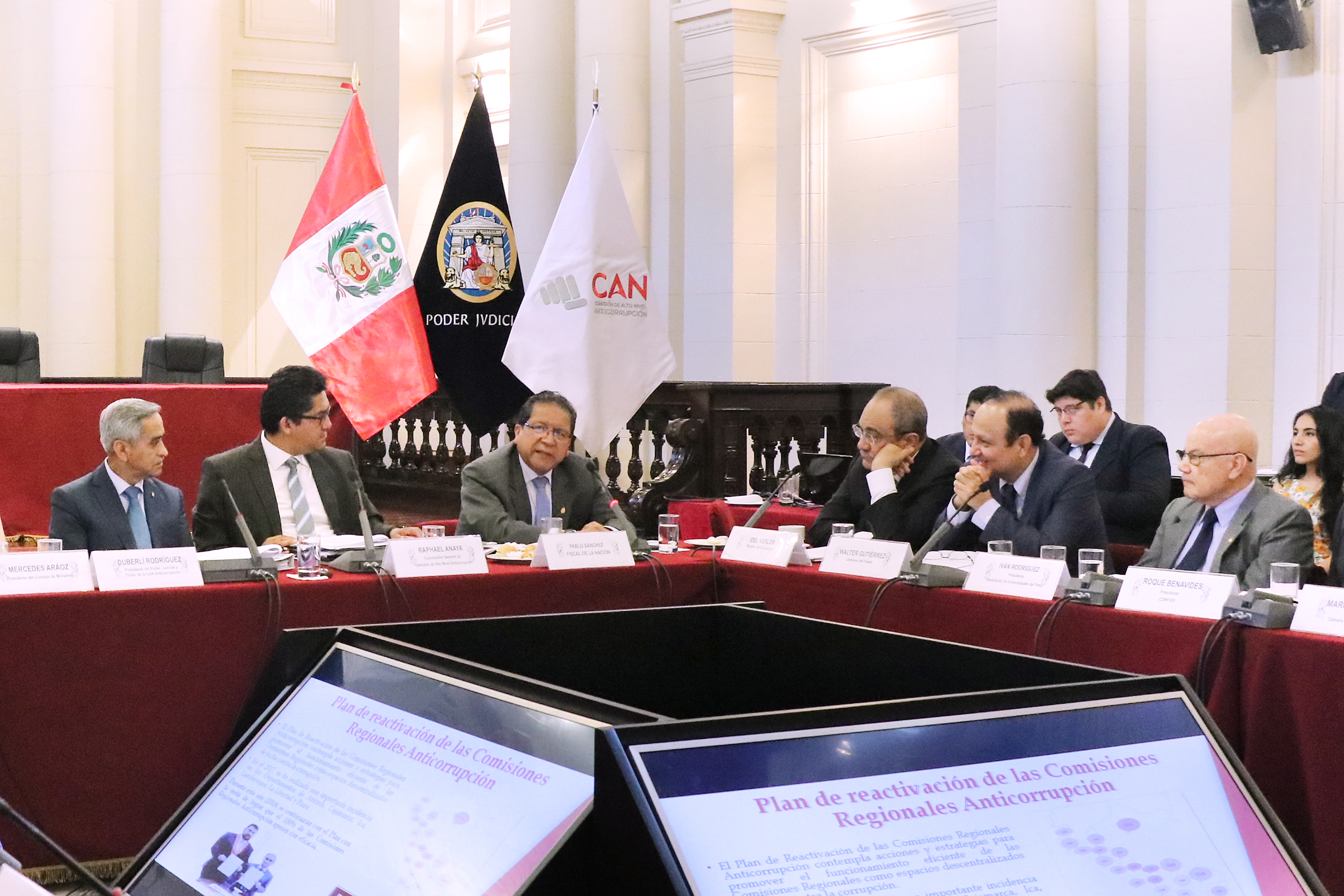
Una sesión de la Comisión de Alto Nivel Anticorrupción, en que fue invitado un representante del Ministerio Público.

A inicios del siglo XXI, luego de la realización del lavado de bandera en respuesta al gobierno autoritario, se realizaron campañas de concientización a la población juvenil. La Contraloría General de la República, la Defensoría del Pueblo y la posterior Comisión de Alto Nivel Anticorrupción apostaron por las campañas. De esta concientización, surgió la Red Interquorum en 2003, con diversas actividades anuales como «Qué hacemos con la corrupción» (2005), «Una sociedad transparente, una sociedad justa» (2006), «Uniendo lazos contra la corrupción» (2007), «Con autoridad moral» (2009), «Que no te engañen» (2010) y «Luchar contra la corrupción es luchar contra la exclusión» (2011). También surgieron colectivos juveniles como son, según una publicación de 2020, la Red Nacional de Actores Políticos Jóvenes, la Asociación Nacional de Jóvenes Autoridades del Perú, Red Analit, Ashanti, Organización Democrática Mundial, Unión Global por la Democracia y el Parlamento Joven.
Una investigación de la Universidad de San Martín de Porres titulada «La corrupción desde una mente joven, un enfoque diferente» señala que al menos el 90 % de los limeños participantes entre 18 y 24 años rechazan la corrupción, aunque el 75 % de los mismos no conocen como realizar las denuncias.
En 2002 el ministro Luis Solari anunció la creación de una línea telefónica anticorrupción.
En 2010, la Contraloría lanzó la iniciativa Auditores jóvenes, para fomentar a nuevas generaciones en las buenas prácticas del Estado a partir de participación inculcada en la educación primaria y secundaria. En 2018 se inauguró el programa Monitores Ciudadanos de Control, que fomenta la participación de vecinos en la prevención de actos de corrupción, contó con más de diez mil voluntarios a fin de año.

#### Marchas contra la corrupción
A causa de los escándalos de corrupción se realizaron manifestaciones a nivel nacional. En 2017 se realizó una marcha convocada por la Confederación General de Trabajadores del Perú y el colectivo antifujimorista No a Keiko en contra del caso Odebrecht. En 2018 se realizan nuevas manifestaciones contra el Poder Judicial por el caso de Los Cuellos Blancos del Puerto. En 2019 se realizaron otras en contra de la permanencia de Pedro Chávarry como fiscal y el asilo de Alan García. En 2022 se realizó Reacciona Perú, para promover nuevas elecciones.

## Desarrollo de corrupción en elsigloXXI

### Percepción y tolerancia de la corrupción
| Puntuación superior a 90 Puntuación igual o entre 80 y 89 Puntuación igual o entre 70 y 79 Puntuación igual o entre 60 y 69 Puntuación igual o entre 50 y 59 Puntuación igual o entre 40 y 49 | Puntuación igual o entre 30 y 39 Puntuación igual o entre 20 y 29 Puntuación igual o entre 10 y 19 Puntuación inferior a 10 Datos no disponibles |

Mapa que muestra los países y territorios según el Índice de Percepción de la Corrupción 2022, en orden ascendente. Perú tiene un puntaje de 36 puntos de 101.

Una encuesta por el colectivo Acción por los Niños, con la ayuda de Save the Children, indicó que de los 470 encuestados de Lima de 11 a 17 años en 2001, un 54.6 % consideraba que la mayoría de las personas practican actos de corrupción. Adicionalmente, se tomaron varios aportes realizados anualmente por la Encuesta Nacional de Hogares (ENAHO) del Instituto Nacional de Estadística e Informática a los problemas burocráticos de los servicios básicos en el país, en que el principal problema es la corrupción (de un 21 % en 2002 a un 51 % en 2010).
Según la Universidad Ricardo Palma, a partir de los datos entre 2007 y 2017, concluyó que el 4.5 % de los hogares estuvieron involucrados en actos de corrupción en el gobierno de Alan García (con énfasis en los departamentos de Lima, Ica, Arequipa y Madre de Dios) frente al 3.1 % de hogares involucrados en el gobierno de Ollanta Humala. Además, de los datos de la encuesta ENAHO (2003), Transparencia Internacional mostró que los encuestados notaron una mala percepción para 2002, después de las reformas políticas realizadas a lo largo del año 2000.
Por otro lado, la I Encuesta Nacional sobre percepciones de la corrupción, marcó un antecedente investigativo cuando el 29 % de las personas contactadas reconocieron haber sido afectadas por al menos un caso de corrupción; sin embargo, de este segmento solo el 39 % lo denunciaron, mientras que un 27 % del resto sostuvo que justificó no realizar alguna denuncia «para no hacerse problemas». Años después, la VIII Encuesta indica en 2013 a las instituciones que llevan el estado de «más corruptas» el Congreso de la República, la Policía Nacional y el Poder Judicial; estos dos últimos fueron igualmente señalados como aquellos de mayor evidencia de casos en el informe ENAHO de finales de 2002. Más adelante, en la X Encuesta (2017), por 1300 involucrados, detalla que 77 de cada 100 congresistas así como 72 de cada 100 jueces son percibidos como «corruptos»; además, la encuestadora señaló que alrededor del 78 % de los peruanos son alta o moderadamente tolerantes a la corrupción y concluye que «la corrupción es impune, estamos expuestos a ella y sin mecanismos para erradicarla». Los orígenes más recurrentes de estos actos son, según la VI Encuesta en 2010, las licitaciones, las licencias, los trámites burocráticos, las concesiones privadas y el sistema de funcionario público.
En 2022, en la XII Encuesta, muestra que la sensación de corrupción creció al 81 %, en comparación a los últimos cinco años, en que el Congreso obtiene la peor calificación (83 % es calificada de mal o muy mal), junto al gobierno central (73 %) y los partidos políticos (72 %).
Más allá de Ipsos-Proética, ya que en la encuesta de 2022 se percibió que la percepción de uno mismo de ser «corrupto» es menor a la otra persona bajo ese calificativo; en 2002 la Opinión y Mercado de Apoyo para Proética (de 5 122 jefes del hogar) señaló que para el 57 % «la palabra "coima" no tiene una connotación negativa explícita»: con 50 soles (14 dólares para ese año) «se paga para conseguir una licencia de construcción, gestionar trámites judiciales, permiso municipal para edificaciones, matrícula en una escuela pública o lograr autorización para trabajar en la vía pública». En 2016, realizado por Pulso Perú de Datum Internacional, un 93 % fue percibida de los casi 1200 entrevistados como «muy alta», en que los más calificados de actuar de forma «muy efectiva» a tales actos fueron los medios de comunicación (19 %) y la Iglesia (17 %). En 2018, en la encuesta El poder en el Perú, el Poder Judicial y el Congreso de la República fueron posicionadas en el primer y segundo lugar de los más corruptos. En 2019, un estudio de la Escuela de Gobierno y Políticas Públicas de la Pontificia Universidad Católica del Perú señaló que el 64 % considera a la corrupción como un problema, en que los jóvenes consideran como proridad (70 %).
Una encuesta realizada por la Contraloría 2023, señaló que un 96 % de los participantes percibieron una corrupción de alta a muy alta.

### Incidentes en la administración nacional

#### Cuestionamientos del Congreso de la República
Luego del cambio a un parlamento unicameral, grosso modo, la percepción de la corrupción fue reduciéndose ligeramente en la década de 2000. Sin embargo, dos de las principales críticas del Congreso de la República son la mala representación a sus líderes políticos y el conflicto de fiscalizar con imparcialidad, en que se aplica el clientelismo político y el transfuguismo. A partir del nombre de una productora local dirigida por el periodista Efraín Telles, surge la frase «otorongo no come otorongo». Además, que solo la institución puede remover jueces de la Corte Suprema en lugar de un consenso, lo que puede interferir a las investigaciones críticas contra ellos, como ocurrió en 2017 al destituir algunos de ellos en el caso Odebrecht. Según El Comercio (2012), desde el gobierno transitorio de Paniagua, en 2001, hasta 2012 se realizaron 24 iniciativas contra el transfuguismo. Es en 2023 cuando se promulgó un dictamen aprobado a partir de modificaciones a los artículos de Reglamento del Congreso y evitar una eventual crisis de representación partidaria de los eventuales infractores.
Del escándalo de corrupción del gobierno de Fujimori, se promulgó Ley 27379 que permitía al Ministerio Público tomar medidas limitativas de derechos a los altos funcionarios del Estado: detención preliminar, allanamientos, levantamiento del secreto bancario y tributario. Esto coincidió con la suspensión de José Luna Gálvez en 2002, acusado de recibir dinero de la red de corrupción. También se formó la Comisión Especial de Investigación sobre las cuentas de Montesinos, liderado por David Waisman, y luego 135 proyectos de ley relacionados con la corrupción entre julio de 2001 y fines de 2002, casi la cuarta parte de ellos aprobados. En 2008 la Procuraduría Anticorrupción acusó a 17 excongresistas por recibir irregularmente dinero de Vladimiro Montesinos, de ellos la Sala Penal Especial de la Corte Suprema solo condenó a cuatro.
Sin embargo, el Congreso planificó otros proyectos de ley para tratar temas de corrupción que fueron cuestionables. Durante el gobierno de Alejandro Toledo, en 2004, se puso en planificación un proyecto de ley para reducir su condena a los investigados. Se concretó en 2005, cuando se lanzó la Ley 28568, en que se reducía las penas a los acusados de actos de favorecimiento ilícito. Esta fue conocida por dejar en libertad cinco años antes de cumplir su condena a dos notorios cómplices de Montesinos, los hermanos Moisés y Alex Wolfenson, responsables de fomentar la prensa chicha. El Tribunal Constitucional declaró inconstitucional y criticó al gobernante Toledo por no observar los cambios durante la promulgación de la norma.
En agosto de 2008, el presidente de la institución Javier Velásquez Quesquén acordó la eliminación de servicios ad honorem mientras se realizaron auditorías por la Contraloría, inclusive de denunciarlos de oficio. Sin embargo, a causa de nuevos problemas de transparencia fomentados por los propios congresistas, en septiembre de 2008, blogueros locales con la ayuda de Rosa María Palacios lanzaron la campaña mediática Adopta a tu congresista para fomentar la rendición de cuentas. Al mes siguiente, en octubre de ese año, las bancadas congresales acordaron una red parlamentaria anticorrupción para participar en normas contra actos ilícitos. Según Proética en 2013, debido a su resistencia a combatir a tales actos, las iniciativas para rendición de cuentas no tuvieron un impacto directo.
Para 2011, ocurrió la promulgación de la Ley 29703, que elimina la inhabilitación de funcionarios en situación de investigación hasta que exista un daño económico por parte del Estado. La medida generó controversia en el ámbito ejecutivo, por lo que el entonces presidente Ollanta Humala bautizó como la «ley procorrupción».
La adhesión ideológica de los congresistas, priorizada sobre la idoneidad profesional, ha cuestionado el Estado de derecho en el país. Esta preferencia ha llevado a nombramientos judiciales que carecen de consenso. En 2013, la filtración de una grabación reveló una supuesta coordinación entre cuatro partidos políticos para seleccionar a siete miembros del Tribunal Constitucional, un acontecimiento conocido en la posteridad como «la repartija». Entre los partidos estaban el oficialista Gana Perú junto a Perú Posible y Fuerza Popular. Estos nombramientos pretendían ser extendidos a otras instituciones. Sin embargo, el proceso fue suspendido a petición de Ollanta Humala. La entonces líder política Lourdes Flores Nano reconoció la incapacidad de su facción, el Partido Popular Cristiano, para obstaculizar la controvertida selección de ciertos individuos, que terminó en protestas y cobertura mediática. Mientras que el presidente del Congreso de ese año, Fredy Otárola, señaló que esa medida afectó la imagen institucional.
Con el tiempo, varias legislativas fueron cuestionadas por mala administración de recursos de altos cargos. En 2011, la Primera Fiscalía Corporativa en Delitos de Corrupción investigó a César Zumaeta, en que reconoció que su personal confianza habría cobrado cupos, un medio de extorsión a cambio de dinero. En 2015 se supo el destino dinero en asesores y viajes en círculo de congresistas, en que la entonces presidenta Ana María Solórzano negó tales acusaciones. Con las exigencias de la Contraloría en 2020 por mostrar información en la declaración jurada de los representantes y cercanos sobre sus actividades con dinero público, luego de aprobar una norma aprobada por la institución criticada por ser inconstitucional.

##### Legislatura 2021-2026
Durante la legislatura del Congreso 2021-2026, se evidenciaron irregularidades en la gestión de los fondos públicos asignados. Específicamente, bajo la presidencia de José Williams, el programa informativo Panorama reveló sobreprecios en adquisiciones realizadas por parlamentarios, mientras que Cuarto poder expuso gastos excesivos en alimentación.
En respuesta a estas situaciones, se suscribió un Acuerdo de Intención con el Organismo Supervisor de las Contrataciones del Estado, con el fin de fortalecer la supervisión de las transacciones realizadas con empresas privadas.
El mandato de Williams se vio empañado por la revelación de seis congresistas que redujeron los salarios de sus empleados para acumular patrimonio, ampliándose a doce en 2023-2024. A pesar de ello, no se presentaron denuncias oportunas ante la Subcomisión de Acusaciones Constitucionales. Según una encuesta de Ipsos en 2023, la mayoría de los participantes opinó que los parlamentarios implicados deberían perder sus escaños y enfrentar prisión por el delito de concusión. Además, en 2024, el 70 % de los encuestados atribuyó la responsabilidad de permitir tales actos a los partidos políticos.
Ese mismo año, cinco instituciones judiciales advirtieron sobre un proyecto de ley que modificaba los plazos de concesión de beneficios a los colaboradores eficaces sin justificación técnica. El exministro José Elice señaló que, a raíz de estas objeciones, «hemos creado una legislación basada en la desconfianza».
En el año 2024, el Ministerio Público estuvo involucrado en un escándalo que evidenció un nuevo conflicto de intereses entre congresistas y funcionarios políticos. La participación de legisladores en las votaciones contra figuras de la oposición generó un debate jurídico sobre el alcance de la influencia política, específicamente del fujimorismo. Este debate tuvo su origen en la divulgación de los mamanivideos en 2018.
Ese mismo año, el congresista Luis Cordero Jon Tay sustentó un proyecto de ley para eliminar el artículo 107 de la Ley Orgánica de Elecciones, para que los condenados por corrupción pudieran participar en la política peruana en cumplimiento de la Constitución de 1993.
Tras el destape del escándalo de corrupción, la fiscal general denunció que el Congreso de la República habría promulgado nuevas normas, como la ley de extinción de dominio, que beneficiaría a los denunciados.

#### Indicios de corrupción política y económica en presidentes
Además de Fujimori, en las dos primeras décadas cinco mandatarios entraron en procesos judiciales por corrupción sistemática, muy vinculados a la empresa privada. Destaca al caso Odebrecht, en que surgieron controversias como el Club de la construcción y la financiación millonaria en campañas presidenciales. Esto se potenció en reveladores reportajes de unidades investigadoras, diferentes a los medios de comunicación tradicionales, como Hildebrant en sus Trece, Ojo Público, Convoca, entre otros. Tras una crisis política agudizada en la segunda década del siglo, en 2018 los expresidentes vivos de Perú estuvieron en situación de investigación o sentencia preventiva por investigaciones a la empresa. Según el periódico El País, en que escribió la periodista Jacqueline Fowks, dedujo que «el "modelo peruano", basado en una economía neoliberal de alto rendimiento, en la corrupción generalizada y en un sistema político caótico, sufre la peor crisis en dos décadas».
Alejandro Toledo, uno de los primeros mandatarios del nuevo siglo, estuvo involucrado en 150 expedientes preliminares. Algunos de ellos fueron percibidos del ámbito familiar al mandatario; en que aprovechó la mala imagen de la justicia peruana, tras los sucesos de Montesinos y Fujimori, para criticar a quienes acusaron de corrupción. El titular de Economía, Pedro Pablo Kuczynski, negó que los indicios en ese gobierno afectaran el crecimiento económico. Las investigaciones se extendieron en cuentas de diversas sociedades offshore, incluido el caso Ecoteva por lavado de activos. En 2022 el Departamento de Justicia de EUA decomisó U$S 686 000 en ganancias con Odebrecht, empresa que supuestamente se ganó de las licitaciones en los tres tramos de la carretera Interoceánica.
Alan García, etiquetado por los encuestados de Pulso Perú en 2014 como el «político más corrupto del país», estuvo enfrentado por la Comisión Investigadora, encargada de investigar los escándalos del caso Petroaudios, y la participación de la constructora Odebrecht en la Línea 1 del Metro durante su segundo gobierno. Además, que en su mensaje de la nación mostró desinterés en investigar el caso de Fujimori-Montesinos por temor de una «politización». Irónicamente, cuando fue investigado en 2018, recurriendo a ideas conspirativas, García criticó que fuese investigado por tener supuesta una intención política y solicitó a la embajada de Uruguay asilo político de forma presencial, pedido que fue rechazado. Tras a su suicidio en 2019, en que se extinguió la denuncia hacia el exmandatario, el Equipo Especial siguió con la investigación de nuevas conexiones con la empresa brasileña.
Otra persona involucrada es Pedro Pablo Kuczynski, que tras la publicación de vídeos que mostraban presuntos actos de compra de votos cuando era máxima autoridad, presentó su dimisión al Consejo de Ministros. Pese a su renuncia el 21 de marzo de 2018, otra denuncia relacionada con la construcción del Aeropuerto Internacional de Chinchero por parte de su exministro Alfredo Thorne se procedió posteriormente. Su sucesor, Martín Vizcarra, también fue investigado por los vínculos de determinadas empresas con Provías Nacional desde el 2018. En 2025, Vizcarra se convirtió en el quinto presidente en ser enviado a prisión preventiva por corrupción.
En 2021, el desinterés de actualizar el plan anticorrupción 2018-2021 y con la candidatura y posterior presidencia de Pedro Castillo, su mentor Vladimir Cerrón y el partido político Perú Libre se involucraron con el caso de los Dinámicos del Centro. Se trató de una red criminal de pedidos irregulares de brevetes desde 2012, en que la fiscalía anticorrupción afirmó en su tesis que Cerrón y cercanos fueron posibles responsables de financiar campañas. Sin embargo, con la llegada al gobierno, el Ministerio Público elaboró varios que pusieron de manifiesto nuevos actos de corrupción, en medio de una nueva crisis política con algunos congresistas de oposición.
Muchos de los casos en el gobierno de Castillo fueron evidenciados por: La selección particular de funcionarios de confianza sin méritos requeridos para su contratación, las reuniones con familiares del entonces presidente, recibo de dinero exorbitante en su despacho y una posible organización criminal formada tras la declaración de una empresaria. Destacó también a las operaciones dentro de Ministerio de Vivienda Geiner Alvarado, destituido posteriormente por el Congreso, por lo que la nueva encargada Hania Pérez de Cuéllar denunció la existencia de irregularidades en la cartera ministerial. Según el Consejo Privado Anticorrupción, que difundió también Gestión, 300 funcionarios fueron nombrados de forma irregular durante su gobierno (2021-2022), cifra que adiciona a los 2 500 servidores contabilizados por la Contraloría en su informe de mayo de 2023. Esto conllevó con la promulgación en 2022 de la modificación de la Ley Orgánica del Poder Ejecutivo para exigir la trayectoria de los contratados, seguida en 2023 de la Ley 31676 para «reprimir las conductas que afectan los principios de mérito, idoneidad y legalidad para el acceso a la función pública».
El Ministerio Público investigó a Dina Boluarte, exvicepresidenta de Castillo, cuando se descubrió el caso Rolex. A diferencia de Castillo, Boluarte se libró de ser investigada mientras ejercía el cargo, debido a una interpretación del Tribunal Constitucional del artículo 117 de la Constitución de 1993. Para solucionar esta situación, el Congreso de la República propuso modificar el artículo 117 para permitir la investigación de altos funcionarios sin restricciones.
El Congreso de la República dedicó en 20 años (2002-2022) 16 comisiones de investigación, según el diario El Comercio. Estos fueron responsables de realizar sesiones públicas sobre eventuales indicios de corrupción cuando el mandato asume al poder. Sin embargo, todas fueron archivadas por falta de votos.

#### Corrupción en el Poder Judicial
En los primeros años del siglo XXI, el sistema político peruano obtuvo éxito en la lucha contra la corrupción al implementarse reformas judiciales, como la ley para fortalecer la autonomía del poder judicial. Sin embargo, el cambio no fue permanente y se centró en investigar el caso de corrupción del gobierno de Alberto Fujimori, que se extendió a otros poderes del Estado. En ese entonces, se presentaron propuestas para administrar los recursos y denunciar alguna irregularidad a la Oficina de Control de la Magistratura. Posteriormente, en 2004, se creó la Comisión Especial para la Reforma Integral de la Administración de Justicia (Ceriajus), con el objetivo de mejorar el sistema de justicia y prevenir actos de corrupción. De los 52 proyectos de reforma legal planteados, solo 15 se llevaron a cabo en 2008.
Además, la clase económica baja se enfrentaba a trabas económicas (según el Instituto de Opinión de la Pontificia Universidad Católica del Perú en 2010), además de las burocráticas, al depender de tramitadores de terceros. Los agentes de tramitación, que agrupa a falsificadores y abogados informales, desempeñaron desde los años 1970 como contactos de las autoridades, sin contar con una eficiente alternativa formal.
En una conferencia en Praga en 2001, la abogada Beatriz Mejía Mori determinó que el peor problema del Perú no es necesariamente la pobreza, sino la corrupción instalada en su cultura. Señala también que «el peor problema del sistema de justicia no es la falta de modernidad tecnológica, ni siquiera la deficiente formación profesional de los jueces, sino la corrupción». Mejía Mori justifica esta afirmación, citando varios motivos, como la falta de preparación y las bajas remuneraciones de los funcionarios. A partir de la conferencia de Mejía Mori, en la revista oficial del Poder Judicial (2021) se recogió además cuatro formas de corromper el sistema: los lobbies de abogados, la recepción de los agentes de la red de justicia, la injerencia política y los medios de comunicación (específicamente los sensacionalistas).
El caso más conocido correspondió a la organización de Los cuellos blancos del puerto (conocida por su nombre mediático CNM Audios), que según el informe de la Procuraduría Anticorrupción correspondió a 76 de los 334 jueces y fiscales acusados de corrupción a noviembre de 2019. Esto obligó a fundar la Junta Nacional de Justicia, en reemplazo del obsoleto Consejo Nacional de la Magistratura, que incluyó la Comisión Permanente de Procesos Administrativos.
Además, aprovechándose de los vacíos legales en su normativa, en 2011 se redujeron los juzgados (de 12 previstos a 4) y el caso Fujimori-Montesinos quedó en pausa.

#### Corrupción militar y policial
Luego del gobierno de Fujimori, la autonomía militar fue reestructurada en 2001 por iniciativa del general retirado Walter Ledesma, en que 485 militares fueron pasados al retiro al finalizar el año.
Tras reportarse actos de corrupción policial también en agentes de tránsito, en 2001 se crea la Comisión Especial para la Reestructuración de la Policía para diagnosticar el estado de la institución. Se consideraron dos campañas notables para recuperar la confianza de la institución «Denuncia los actos corruptos» en 2002 y «A la policía se le respeta» al año siguiente. Este último se compartió masivamente a la población, que incluyó la participación del Club Cienciano, aunque tuvo un impacto efímero. Más adelante, en 2009, El Comercio reportó que las policías mujeres suelen ser más resistentes a pagos indebidos que los varones, y que motivó el despliegue de unidades femeninas en el tránsito limeño.
Además, existieron escándalos de corrupción relacionados con el tráfico de combustible, usado por sus vehículos patrulleros, por parte de la institución. Estos escándalos se extendieron en la Amazonía. El más mediático fue de Edwin Donayre, cuyo grupo se denominó Los Gasolineros. Esto prevaleció en 2023, cuando la organización Los Centinales implicó a César Astudillo y 11 integrantes más. También se produjo un incidente similar en Huancayo en 2024 con 6000 galones de petróleo extraídos.
En 2012 se fundó el Tribunal de Disciplina Policial para inspeccionar actos de corrupción dentro de la Policía Nacional. Entre 2013 y 2015 se retiraron a más de cuatrocientos policías acusados de ese tipo de actos. En 2013, el ministro del Interior Wilfredo Pedraza reconoció que con la formación de una nueva ley para tomar acciones, «no saldrán muchos por corrupción, porque las reglas para mostrarlo son complejas [y] difíciles».
En 2020 la Fiscalía Especializada en Corrupción de Funcionarios realizó investigaciones a 80 miembros durante el confinamiento por la pandemia de COVID-19 en Perú, 13 de ellos correspondieron a generales. En 2024, se abrieron 523 investigaciones por coimas en el departamento de La Libertad, la región con mayor incidencia en el país.

### Incidentes en la administración subnacional
Existen casos de corrupción a nivel descentralizado, producto de la grave ausencia de fiscalización administrativa y económica. Si bien existen indicios desde el proceso de la regionalización de Alejandro Toledo a inicios de la década de 2000, cuyos mayores ingresos en algunas áreas territoriales provienen del canon minero, también existieron en los denominados en los diez Concejos Transitorios de Administración Regional, creados durante el gobierno de Fujimori. Históricamente, los partidos políticos como el APRA no consiguieron la atención hacia las municipalidades, encargadas de administrar pequeños territorios, debido a la crisis de los partidos políticos para finales del siglo XX.
En 1995 se realizó la primera medida significativa para inspeccionar la economía de Lima Metropolitana con la llegada de Alberto Andrade a la alcaldía. En 1996 se formalizan la Oficina General de Participación Vecinal y la Dirección de Planificación y Presupuesto. Sin embargo, solo quedó en un concepto, ya que solo constó en una Ordenanza Metropolitana (numerada como 99) de 1997. En 2001 se realizó un estudio del Grupo Iniciativa Nacional Anticorrupción con el apoyo de la Defensoría del Pueblo, en que se mostró que la corrupción fue un tema recurrente en las plazas y calles en la ciudad de Piura.
Con el surgimiento de los movimientos políticos regionales, estos cuentan su propia administración y rendición de cuentas. Aquellos son competidores de partidos políticos nacionales para postular en las elecciones municipales, pero se caracterizan por llevar una visión efímera de ejecutar obras. En ese sentido, a partir de una investigación de 2018 de la Universidad Antonio Ruiz de Montoya, se determinaron que existen hechos clasificados de «horizontales» (en ámbito interno, como la entrega de la buena pro) y «verticales» (en la interacción con el gobierno central). Además, suelen originar la débil transparencia en la administración subnacional cuando entran al poder, e inclusive algunas están vinculadas con economías de origen informal. Uno de los casos que generó una histeria colectiva en entidades subnacionales, según el diario Correo, ocurrió con el linchamiento a Cirilo Robles en 2004.
En 2014 la Procuraduría Anticorrupción indicó que el 92 % de los 1841 alcaldes existentes en el Perú fueron investigados por corrupción. Además, cuando en 2014 fueron 18 gobernadores regionales investigados por ese delito, para 2022 creció a 24. Esto justifica que algunas regiones como Junín, Puno, Arequipa, Madre de Dios, y Ucayali sufieran la paralización de sus proyectos por falta de inversión de los gobernadores en condición de investigados; según Nelson Shack para El Comercio, alude que el descontento social en el sur del país en 2023 coincide con la falta de atención de los gobiernos regionales a causa de la corrupción de esas instituciones.
En 2017 la Procuraduría Pública Especializada en Delitos de Corrupción identificó más de cuatro mil casos en el ámbito administrativo local y regional entre 2002 y 2014, de los cuales 222 ya fueron procesados. Entre los departamentos con mayor recurrencia están en los departamentos de Junín (445), Cusco (439) y Lima (411). En 2018 el tema para la lucha contra este malestar para los candidatos a la Municipalidad Metropolitana de Lima solo es desarrollado en una página o menos.
Mientras tanto, en 2022, la Fundación Gustavo Mohme Llona calculó que 2706 candidatos para esas elecciones ya cuentan con antecedentes de investigación de corrupción. Además, la Defensoría del Pueblo reveló que, entre 2017 y 2020, las entidades agravadas con mayor incidencia de corrupción en situación de investigación son las municipalidades distritales (30 %), los Gobiernos regionales (13 %) y las municipalidades provinciales (13 %). La Defensoría justificó la falta de control hacia los candidatos de 2022 que contaban con antecedentes menores; después de la primera vuelta, en el ámbito regional se encontraron investigados 13 de los 16 virtuales gobernadores, junto a los 9 de 18 que pasaron a balotaje.
Posteriormente, la Contraloría realizó en 2021 un análisis provincial con el Índice de Corrupción desde el Observatorio Nacional Anticorrupción, en que destacan falta de supervisión en las alcaldías de las provincias de Callao, Arequipa y Maynas. En 2023 se determinó que las regiones de Ica, Huancavelica y Loreto recibieron altos índices de percepción; mientras que una nueva actualización del Índice de Corrupción e Inconducta Funcional mostró una fuerte tendencia en actos al norte del país. En 2024, Callao es el departamento que lleva calculada la mayor pérdida económica en el país con 17.9 % del presupuesto, más que la media nacional del 13 %.

#### Identificación de infractores con malos manejos de dinero público
La Contraloría estimó en 2021 que 5 mil millones de soles se perdieron por la corrupción en las regiones. Partiendo de ellos, se usó financiamiento público para conseguir la reelección. Previamente, el Jurado Nacional de Elecciones y la Contraloría se reunieron para realizar la campaña de 2014 Postula con la tuya para alertar indicios de los candidatos y que en 2015 se aplicó también a congresistas.
Para una mejor información a los ciudadanos, se recurre a la consulta de la rendición de cuentas, los «portales de transparencia». Desde 2012 las contrataciones o adquisiciones mayores a las tres unidades impositivas tributarias deben visualizarse. Uno de ellos es la Municipalidad Metropolitana de Lima en que está obligada a rendir cuentas de su situación económica, con reportes completos desde 2009. Sin embargo, no todas las administraciones locales ofrecen los portales con completa transparencia. En 2018 se determinó que de todos los gobiernos regionales, el 35 % cumple los requerimientos para entregar información de bienes y servicios. Más a fondo, de los 312 portales revisados por la Autoridad Nacional de Transparencia y Acceso a la Información Pública en 2021, 141 cumplen con los requisitos mínimos y solo ocho aportan la máxima información posible.
A pesar de la existencia de grupos de sensibilización locales, al menos en la Lima de 2019, en 2022 el director ejecutivo del Consejo Privado Anticorrupción, Eduardo Herrera, lanzó la iniciativa Kuskachay Electoral, en que incentiva a los electores a identificar a los candidatos con etiquetas de corrupción y otros antecedentes penales. También existen herramientas para encontrar potenciales riesgos de control económicos en las contrataciones, como el proyecto Funes de Ojo Público.

## Promedio anual de gastos económicos derivados de la corrupción
La tabla presenta los gastos directos e indirectos acumulados a nivel nacional en cada década correspondiente. Para el siglo XIX (1820-1899) se contabiliza el manejo irregular de la deuda pública, corrupción de caudillos, sobornos en los contratos públicos, pérdidas surgidas al contrabando junto a la inversión perdida. Mientras que en el siglo XX (1900-1999) se hacen algunos ajustes, ya que se contabiliza el manejo irregular de la deuda pública, corrupción presidencial y militar, sobornos de funcionarios, contrabando y narcotráfico junto a la inversión perdida.
Cabe indicar que hasta 2021, en que casi la mitad corresponde a entidades subnacionales (gobiernos regionales y municipalidades), no existe sentencia delictiva para recuperar las deudas producidas por la corrupción. El único que constituye la «deuda» como delito es la pensión alimenticia.
Fuente: Basada en la investigación de Quiroz Norris (s. XIX y XX), con otras cifras estimadas de la Defensoría del Pueblo (s. XXI).

## Situación en el derecho civil y penal

### Medidas a las labores del Estado
La Constitución de 1993 no contiene una referencia directa al tema de la lucha contra la corrupción como política del Estado. Aunque anima la transparencia de los actos, en su artículo 40 menciona que «es obligatoria la publicación periódica en el diario oficial de los ingresos que, por todo concepto, perciben los altos funcionarios, y otros servidores públicos que señala la ley, en razón de sus cargos»; mientras que en la 41 dice que «el plazo de prescripción [para los funcionarios] se duplica». Los artículos 40 y 41 de la Constitución son nombrados en la Ley 27482, acerca de la declaración jurada, que cualquier ciudadano puede acceder. Adicionalmente, en 2017 se modificó el artículo 41 para que los delitos más graves sean imprescriptibles, a pesar de no especificar cuáles.
Las reglas para tomar medidas contra ese tipo de actos ilícitos se establecieron en 2002 con el proyecto de ley de la carrera pública. Bajo la Ley 28175, Ley de Código de Ética de la Función Pública, se definió la labor pública y sugirió evitar incentivos de terceros que interfieran con el desempeño. Además de que prohíbe la doble percepción de sueldo, que suele aplicarse en las denominadas «dietas» de las autoridades mientras realizan sus labores ordinarias. Para establecer los límites de recepción monetaria, en el artículo 4, figuran dos conceptos: funcionario público (persona que trabaja para el Estado por un plazo definido) y servidor público (quien trabaja de forma temporal). Este último lo gestiona la Autoridad Nacional del Servicio Civil. No obstante, algunos funcionarios están protegidos por el antejuicio, en los artículos 99 y 100 de la Constitución de 1993, lo cual se propuso eliminar tal beneficio para tomar acciones disciplinarias inmediatas.

### Delitos de corrupción
El Código Penal establece varios tipos de delitos relacionados con la corrupción política, se especifica a los «delitos cometidos contra el patrimonio del Estado». El Congreso establece los plazos de condena penal, para aquellos que cometen algún delito tipificado. El Poder Judicial señala en su revista oficial que los «indicios estén debidamente probados, ya que […] el juzgador estará en la posibilidad de imponer una sentencia condenatoria al procesado», cuya frase atribuye al Código Procesal Penal para dar por válidos los indicios de actos cuestionables.
En el caso de que los funcionarios cometan tales actos no solo serán sentenciados y suspendidos de sus cargos —con la posibilidad de estar inhabilitados de por vida para organizaciones criminales o actos que superan las decenas de miles de soles, de acuerdo al decreto legislativo de 2018 que contempla la figura de la «muerte civil»—, sino que entrarán desde 2018 en el Registro Nacional de Sanciones contra Servidores Civiles —junto a aquellos participantes de organizaciones narcotraficantes y terroristas— de la Autoridad Nacional del Servicio Civil (Servir). En 2021, la Contraloría General de la República cuenta con la posibilidad de sancionar —por medio del procedimiento administrativo disciplinario (PAD), que se encarga de elaborar informes para Servir— pero no aplicar penalmente a los infractores de actos de corrupción.
Entre sus tipos determinados por el Código Procesal Penal están los siguientes.

#### Peculado
Se encuentra tipificado en el artículo 387 del CP con penas entre cuatro y doce años de prisión para el crimen peculado catalogado de «doloso». El artículo siguiente (388) describe el término como aquel que «usa o permite que otro use vehículos, máquinas o cualquier otro instrumento de trabajo pertenecientes a la Administración Pública o que se hallan bajo su guarda».
Entre 2016 y 2018 se contabilizaron alrededor de 18 mil procesos por delitos de corrupción de funcionarios.

#### Malversación de fondos
Delito establecido en el artículo 389. Aunque destaca por involucrar bienes públicos como acto ilícito, este se diferencia del peculado por su uso indebido de forma permanente. Se castiga con la encarcelación de uno a ocho años.

#### Cohecho
Ocurre cuando recibe dádivas al funcionario público para sacar provecho de la administración, conocido como «coima» o «coimisión». Tiene tres tipos según la forma que se realice: propio, impropio (los dos primeros son pasivos por depender del funcionario de turno) y genérico (este último considerado activo, en que interviene cualquier ciudadano). Están tipificados en los artículos 393, 394, 395 y 397. Las penas de privación de la libertad son entre cuatro y ocho años.
Los pagos irregulares y los sobornos son el motivo frecuente de que las empresas que operan en Perú necesitan obtener licitaciones gubernamentales. Muchas empresas experimentan la demanda de pagos a funcionarios como resultado de la extensa burocracia en el país. Según el Sistema Nacional Especializado de Delitos de Corrupción de Funcionarios (2014 a 2017), el 33.5 % de los sucesos ilícitos fueron por cohecho.

#### Concusión
Este delito, establecido en el artículo 382, establece actos relacionados con la amenaza de conseguir indebidamente los bienes; un ejemplo notable corresponde al abuso de los congresistas hacia sus trabajadores, quienes recortan el salario de sus subordinados para ganar más dinero, este suele recibir popularmente el apodo de «mochasueldos». Michael Urtecho fue la primera persona sentenciada por el concepto de los «mochasueldos». Se sanciona con pena privativa entre dos y ocho años. La Procuraduría Anticorrupción calculó que el 4 % de los delitos con mayor grado de incidencia nacional en 2018 corresponden al tipo de concusión.

#### Colusión
Establecido en el artículo 384, relacionado con la contratación de obras, en que en el argot coloquial se denominan «cutras» al sobrevaluarlas. Su pena mínima es de tres años para casos simples, con un máximo de quince años si se realiza con recursos mayores acordes a la Ley de Contrataciones con el Estado para sacar provecho del interesado.
En 2001 se unificó la normativa para las contrataciones, la vigente Ley 30225 (originalmente 26850 de 1996), cuya información pública es ofrecida por el Sistema Electrónico de Contrataciones del Estado. En 2008 se consolida con la plataforma Perú Compras, por iniciativa de Alan García. La entidad que monitorea las mismas es el Organismo Supervisor de las Contrataciones del Estado. Además, los ciudadanos pueden reportar a Gerencias Regionales de Control en caso de que las obras estén en mal estado o inconclusas, resultado de una mala gestión de la contratista.

#### Negociación incompatible
Tipificado en el artículo 399. Representa el 13.5 % de los delitos de corrupción entre 2016 y 2018, según el Ministerio Público. A diferencia de la colusión, este tiene carácter unilateral (en donde solo participa el funcionario). En una casación de 2017, se ejemplificó esta ilegalidad cuando un funcionario «[busca] beneficiarse a sí mismo o a un tercero [y] defrauda la confianza que se le ha conferido». En una casación de 2019, la Corte Suprema extendió el delito a contrataciones, incluida «la suscripción de contratos […] de servicios, contratos de consultoría, y otros de naturaleza similar».

#### Tráfico de influencias
Señalado en el artículo 400 en que se busca conseguir un puesto en el cargo laboral, en que se conoce coloquialmente como «vara». Este punto agrupa actos que dañan la imparcialidad y objetividad de la Administración pública. El «traficante» no necesita recibir el apoyo del funcionario para denunciar bajo este tipo de delito. La Corte Suprema determinó que para denunciar solo necesita presenciar la negociación ilícita, no confundirse con «incompatible», bajo un propósito particular. Tiene penas de cuatro a ocho años de cárcel.

#### Patrocinio ilegal
El artículo 385 indica que si una persona que trabaja para el Estado busca promocionar sus empresas para ingresar indebidamente en la participación pública, será sancionada. Se diferencia del tráfico de influencias, ya que no depende de clientes externos. El mínimo de la pena privativa de la libertad es de dos años.

#### Enriquecimiento ilícito
Tipificado en el artículo 401. Este es común en los coloquialmente denominados «peces gordos», en que se obtienen ganancias a partir de favores de empresas contratadas. No debe confundirse con el lavado de activos, ya que los ingresos excedidos no deben ocultarse para ocurrir este delito. Se castiga con cinco a quince años de prisión.

## Impacto

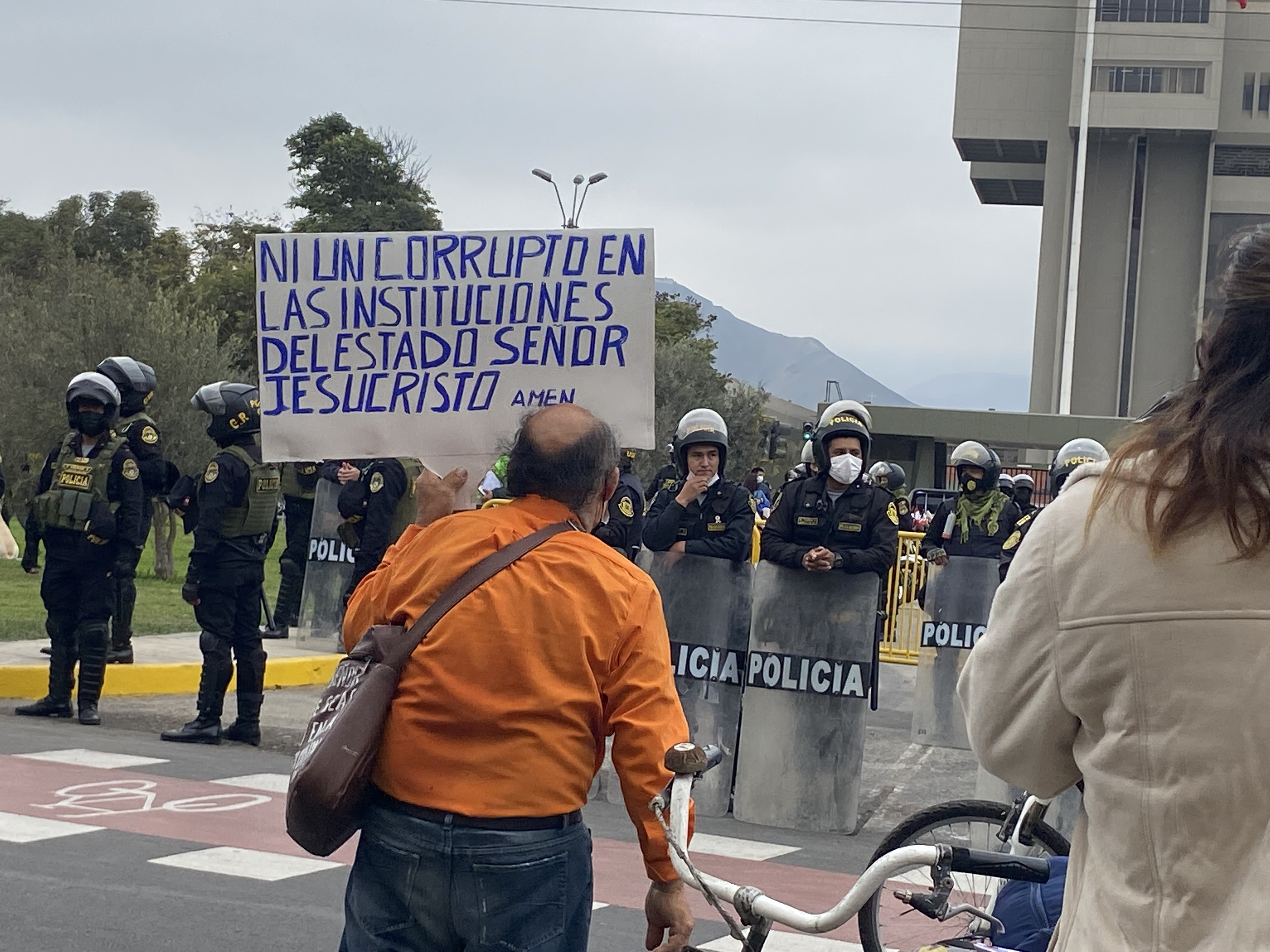
Un manifestante religioso muestra su disconformidad de las instituciones del Estado en medio de las celebraciones por Fiestas Patrias de 2022. Desde la caída de Fujimori, la percepción de este problema permanece. Según Datum Internacional (agosto de 2022, a 1200 personas), un 72 % de los encuestados opinaron que hay malos manejos en la lucha contra la corrupción.

El sociólogo Felipe Portocarrero Suárez señaló en su libro de 2005 que los periodos con un muy mayor impacto en el PBI (cercanos o superiores al 4 %) corresponden a los años 1850, 1920 y 1950, y que a partir de la mencionada década la cifra del 4 % fue poco recurrente hasta un nuevo impacto entre 1980 y 2000. Estos valores en el periodo republicano son inferiores que aquellos en el periodo virreinal.
También en el libro de 2005 se tomaron referencia a varias fuentes acerca de la calificación que recibió el país en la primera década del siglo XXI: PriceWaterhouseCoopers le calificó con 3.08/4 (el más alto se considera mejor), mientras que el grupo de investigadores Kaufmann-Kraay del Banco Mundial muestra que el país lleva el índice -0.1 a -0.2, un valor negativo en el control de la corrupción, a pesar de que el promedio de Latinoamérica es de -0.25.
Para Global Transparency, en 2010, Perú ocupó la máxima calificación sobre calidad y existencia de leyes anticorrupción; sin embargo, la calificación sobre la aplicación de las leyes anticorrupción fue de 23 puntos de 100 como máxima calificación. En ese año, el Instituto Peruano de Economía califica a Perú con 3.5/10, en que llega al cuarto lugar de los más estables de Sudamérica.
El Latinobarómetro de 2015 consideró a la corrupción como el tercer problema significativo en el país. En su edición anterior de 2013 señaló que al 54 % de los entrevistados calificaron la gestión del gobierno en casos de corrupción entre «ineficaces» y «muy ineficaces», caso que para la edición de 2015 señalan que 38 % vieron que sus mejoras para tratar esos temas cambiaron «poco» y un 20 % «nada». En 2022, el país fue catalogado como el «país más corrupto de América Latina» con un 88%.

### Índice de Percepción de la Corrupción
Otro detalle a destacar es el Índice de Percepción de la Corrupción de Transparencia Internacional. Inicialmente, dio la calificación porcentual de 3.6 en 2003 (la menor percepción alcanzada, cuando en 1998 obtuvo 4.4). Sin embargo, la reducción de esta percepción no fue muy favorable con el tiempo. En el 2000 llegó al puesto 41, mientras que en 2013 llegó al puesto 83 de 177 evaluados.
Para 2018 llegó a la posición 105. En esa década, la calificación mínima porcentual fue de 2.23 (2010) y regresó a 3 puntos (2018). No obstante, Perú obtuvo un puntaje de 36 en una escala de 0 («altamente corrupto») a 100 («altamente limpio»). En ella, Perú siguió en lugares inferiores cuando ocupó el puesto 105 entre los 180 países del Índice, donde se percibe que está entre los países con mayor percepción del mundo. En comparación con Chile, que está en el puesto 27, si Perú tiene una puntuación similar al país señalado, los ingresos se incrementarían a 1800 dólares anuales. Según Samuel Rotta, director Ejecutivo de Proética, en una entrevista de El Comercio explica que entre los motivos de una reducción de calificación de hace dos años están las «restricciones al derecho de información» o a la «participación ciudadana».
En 2022 el Instituto Peruano de Economía señaló que, a partir de Transparencia Internacional, «Perú es el tercer país de la región con mayor porcentaje de usuarios de servicios públicos que pagan coimas».
En 2025, Transparencia Internacional situó a Perú en el puesto 127 de 180 países en el Índice de Percepción de la Corrupción. El director ejecutivo de Proética, José Elice, interpretó que la falta de acción del gobierno de Dina Boluarte en la lucha contra la corrupción y el exceso de burocracia podrían ser dos de los motivos.

### «Roba, pero hace obras»
En la cultura popular se usa la frase «roba, pero hace obras» como referencia que el «liderazgo es corrupto pero eficaz». Esta frase es recurrida por especialistas para señalar: la tolerancia de la población a la informalidad («cultura chicha»), la preferencia por ideas populistas, y la falta de renovar la fórmula de elegir a sus representantes. Según Francisco Durand, la frase es ejemplificada con la cuota que reciben las autoridades en las obras concesionadas.
En 2014, el desarrollador de videojuegos Mauricio Castro Valdez creó un juego web titulado con dicha frase, que llegó a ser tendencia. Para ese año, una encuesta de Datum señaló que entre el «41 a 49 % de limeños votaría por un candidato que "roba, pero hace obra"».

### Prácticas de microcorrupción
Debido a la ineficiencia en la prestación de servicios institucionales, los ciudadanos han tenido que pagar a ciertos funcionarios para agilizarlos, por lo que la microcorrupción se ha convertido en una práctica habitual. De hecho, el diario El Comercio afirmó en 2024 que «muchos de los que participan en estos actos no se perciben como corruptos». Según Almendra Rodríguez, investigadora de la Red de Estudios para el Desarrollo, el Estado ha diseñado su sistema «para frustrar, no para resolver».